# Ашри, Абдель Азим
Абдель Азим Мохамед Ашри (араб. عبدالعظيم محمد عشري‎, 31 октября 1911, Каир, Египетский хедиват, Османская империя — 2 марта 1997, Каир, Египет) — египетский баскетболист, судья, функционер.

## Биография
Абдель Азим Ашри родился 31 октября 1911 года в египетском городе Каир.
В 1930—1940-е годы играл в баскетбол в чемпионате Египта.
После окончания игровой карьеры стал баскетбольным судьёй. В 1947 году получил международную категорию.
В 1948 году работал на 11 матчах баскетбольного турнира летних Олимпийских игр в Лондоне, включая полуфинал США — Мексика (71:40) и финал США — Франция (65:21).
В 1950 году судил матчи первого в истории чемпионата мира в Буэнос-Айресе, в том числе решающий матч финального этапа Аргентина - США (64:50).
В 1952 году работал на баскетбольном турнире летних Олимпийских игр в Хельсинки, в том числе на финальном матче США — СССР (36:25).
В 1954 году был судьёй чемпионата мира в Рио-де-Жанейро, включая решающий матч финального этапа США — Бразилия (62:41).
В 1972—1985 годах был президентом Федерации баскетбола Египта, в 1978—1984 годах — президентом Олимпийского комитета Египта. В 1965—1997 годах работал на посту генерального секретаря АФАБА (африканского подразделения ФИБА), был членом центрального совета ФИБА.
В году награждён серебряным Олимпийским орденом.
В 1997 году награждён орденом ФИБА «За заслуги».
Умер 2 марта 1997 года в Каире.

## Память
1 марта 2007 года введён в Зал славы ФИБА.